# International Golf Federation
International Golf Federation (IGF), bildades 1958, och erkänns av IOK som det internationella idrottsförbundet för golf. Huvudkontoret finns i Lausanne. Fram till 2003 hette förbundet "World Amateur Golf Council". Förbundet har 143 nationella medlemsförbund. och 22 professionella medlemsorganisationer.

## Medlemmar
- Afghanistan
- Algeriet
- Amerikanska Jungfruöarna
- Andorra
- Argentina
- Armenien
- Australien
- Azerbajdzjan
- Bahamas
- Bahrain
- Bangladesh
- Barbados
- Belgien
- Benin
- Bermuda
- Bolivia
- Bosnien och Hercegovina
- Botswana
- Brasilien
- Caymanöarna
- Chile
- Colombia
- Cooköarna
- Costa Rica
- Cypern
- Danmark
- Dominica
- Ecuador
- Egypten
- El Salvador
- Elfenbenskusten
- Fiji
- Filippinerna
- Finland
- Frankrike
- Förenade arabemiraten
- Gabon
- Gambia
- Ghana
- Grekland
- Guam
- Guatemala
- Haiti
- Honduras
- Hongkong
- Indien
- Indonesien
- Irak
- Iran
- Irland (Troligtvis ön som representeras)
- Island
- Israel
- Italien
- Jamaica
- Japan
- Jordanien
- Kambodja
- Kanada
- Kazakstan
- Kenya
- Kina
- Kinesiska Taipei
- Kirgizistan
- Kongo-Kinshasa
- Kroatien
- Kuwait
- Lettland
- Libanon
- Libyen
- Liechtenstein
- Litauen
- Luxemburg
- Madagaskar
- Malawi
- Malaysia
- Malta
- Marocko
- Mauritius
- Mexiko
- Moldavien
- Monaco
- Mongoliet
- Myanmar
- Namibia
- Nederländerna
- Nicaragua
- Nigeria
- Nordmakedonien
- Nya Zeeland
- Oman
- Pakistan
- Panama
- Papua Nya Guinea
- Paraguay
- Peru
- Polen
- Portugal
- Puerto Rico
- Qatar
- Rumänien
- Ryssland
- Saint Lucia
- Salomonöarna
- Samoa
- San Marino
- Saudiarabien
- Schweiz
- Serbien
- Senegal
- Seychellerna
- Singapore
- Slovakien
- Slovenien
- Spanien
- Sri Lanka
- Swaziland
- Storbritannien
  -  England
  -  Skottland
  -  Wales
- Sverige
- Sydafrika
- Sydkorea
- Tanzania
- Thailand
- Tjeckien
- Trinidad och Tobago
- Tunisien
- Turkiet
- Turks- och Caicosöarna
- Tyskland
- Uganda
- Ukraina
- Uruguay
- Ungern
- USA
- Uzbekistan
- Vanuatu
- Venezuela
- Vietnam
- Vitryssland
- Zambia
- Zimbabwe
- Österrike